# Enrique Martínez y Martínez
Pour les articles homonymes, voir Enrique Martínez et Martinez.
Enrique Martínez y Martínez, né à Saltillo (Coahuila) le 10 novembre 1948, est un homme politique mexicain, membre du Parti révolutionnaire institutionnel.
Il est gouverneur de l'État de Coahuila du 1er décembre 1999 au 30 novembre 2005,.

## Biographie
Il remporte sa victoire électorale en tant que représentant du Parti révolutionnaire institutionnel. Durant ses quatre années au pouvoir, le Gouverneur Martínez a accompli ses engagements de campagne en améliorant l'éducation et le développement social, en bâtissant une économie de gains élevés, en rendant Coahuila plus sûre (par exemple en luttant fortement contre la séquestration) et en consolidant la prudence fiscale. Son mandat prit fin le 30 novembre 2005. Le Gouverneur Martínez a occupé plusieurs postes au sein de l'administration publique et au pouvoir législatif. Il a été législateur fédéral en deux occasions.
Dans l'État de Coahuila, il est secrétaire d'État ainsi que maire de la ville de Saltillo. Il est membre du Parti Révolutionnaire Institutionnel, où il a été délégué du comité exécutif national. Enrique Martínez est diplômé en économie de l'Institut Technologique et d'Études Supérieures de Monterrey. Il a été directeur et professeur d'économie à l'Université Autonome de Coahuila, ainsi que professeur à l'université agricole « Antonio Narro ». Par ailleurs, il a été président de l'Institut d'Administration publique de l'État de Coahuila. En tant qu'homme d'affaires, il est le président du groupe patronal Martínez.
Enrique Martínez et son épouse María Guadalupe Morales, avocate, ont trois enfants : Enrique, Eduardo et Ana Sofía.
En octobre 2021, son nom est cité dans les Pandora Papers.